# Jochen Strobl
Jochen Strobl (* 24. Februar 1979 in Innichen) ist ein ehemaliger italienischer Nordischer Kombinierer.

## Werdegang
Strobl begann seine Karriere auf nationaler Ebene. Bei den Italienischen Meisterschaften 1998 gewann er hinter Andrea Cecon und Andrea Longo die Bronzemedaille. Noch im gleichen Jahr gab er sein Debüt im Weltcup der Nordischen Kombination. Bei der Nordischen Skiweltmeisterschaft 1999 in Ramsau kam er auf den 38. Platz im Gundersen. Bei den Italienischen Meisterschaften 2000 gewann Strobl erneut Bronze. Bei der Nordischen Skiweltmeisterschaft 2001 in Lahti erreichte Strobl im Sprint den 36. Platz und im Gundersen den 22. Platz. Bei den Italienischen Meisterschaften 2001 trat er im Skispringen sowie in der Kombination an. Dabei gewann er im Skispringen wie auch in der Kombination die Silbermedaille. Ab 2002 startete er im B-Weltcup, da ihm im Weltcup keine vorderen Platzierungen gelangen. Erst zur Saison 2003/04 konnte er sich im Weltcup fest platzieren und beendete die Saison auf dem 36. Platz in der Weltcup-Gesamtwertung. Ab 2004 gewann er jährlich die Italienischen Meisterschaften, 2005 dabei im Sprint und im Gundersen. Bei den Olympischen Winterspielen 2006 in Turin kam Strobl im Sprint auf den 30. Platz. Im Einzel erreichte er Platz 34. Mit dem Team konnte er den Wettkampf nicht beenden. Abschließend gelangen ihm weder im Weltcup noch im B-Weltcup Erfolge, weshalb er 2007 seine aktive Karriere beendete.